# Darth
Darth is in de Star Warsfranchise de traditionele titel van een Sith Lord. Het is altijd het eerste woord van de nieuwe naam die iemand aanneemt als hij de rang van Dark lord krijgt.

## Ontstaan
De term dook voor het eerst op in het originele script van Star Wars: Episode IV: A New Hope, dat sterk afweek van het uiteindelijke script. Hierin werd de naam gebruikt voor het personage dat uiteindelijk Grootmoff Tarkin zou worden. De naam werd in de uiteindelijke versie van het script gegeven aan Darth Vader.
Aanvankelijk was Darth Vader de enige Sith met de titel Darth. In de originele film uit 1977 wordt ook niet de suggestie gewekt dat Darth een titel is, en lijkt het gewoon zijn naam te zijn. In Star Wars: Episode I: The Phantom Menace uit 1999 werden er nog twee Siths geïntroduceerd met “Darth” in hun naam: Darth Sidious en Darth Maul. Vanaf dat moment is Darth officieel een titel geworden die verbonden is met de Sith.
(De titel Darth komt van Dark Lord Of The Sith, de eerste 'sith' die deze titel kreeg was Darth Revan. De regel van twee werd ingevoerd door Darth Bane)

## Darth in andere landen
In sommige niet-Engelstalige landen is het woord Darth aangepast voor verschillende redenen. In Italië bijvoorbeeld heet Darth Vader Dart Fener, vermoedelijk om problemen met de nasynchronisatie te voorkomen. Deze alternatieve schrijfwijze van Darth wordt echter alleen toegepast bij Darth Vader. Alle andere Siths heten in de Italiaanse versie wel “Darth”. 
In Frankrijk wordt het woord Darth steevast veranderd naar Dark.